# أضواء النهار الحية
اضواء النهار الحية (بالإنجليزية: The Living Daylights) هو فيلم مغامرة بريطاني أنتج سنة 1987 . وهذا الفيلم من بطولة تيموثي دالتون وأرت مالك وجون رايز-ديفيس.

## الميزانية والإيرادات
بلغت تكلفة إنتاج الفيلم حوالي 40 مليون دولار بينما حقق أرباحا تقدر بـ 191.2 مليون دولار.

## روابط خارجية
- أضواء النهار الحية على موقع IMDb (الإنجليزية)
- أضواء النهار الحية على موقع ميتاكريتيك (الإنجليزية)
- أضواء النهار الحية على موقع روتن توميتوز (الإنجليزية)
- أضواء النهار الحية على موقع نتفليكس (الإنجليزية)
- أضواء النهار الحية على موقع قاعدة بيانات الأفلام العربية
- أضواء النهار الحية على موقع ألو سيني (الفرنسية)
- أضواء النهار الحية على موقع Turner Classic Movies (الإنجليزية)
- أضواء النهار الحية على موقع أول موفي (الإنجليزية)
- أضواء النهار الحية على موقع بوكس أوفيس موجو (الإنجليزية)
- أضواء النهار الحية على موقع فيلمافينيتي (الإسبانية)